# San Rafael (Guatuso)
San Rafael è un distretto della Costa Rica, capoluogo del cantone di Guatuso, nella provincia di Alajuela.